# Norbert Blüm

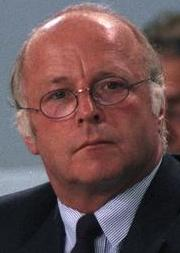
Norbert Blüm beim Bundesparteitag in Mainz, 1986

Norbert Sebastian Blüm (* 21. Juli 1935 in Rüsselsheim am Main; † 23. April 2020 in Bonn) war ein deutscher Politiker (CDU). Er gehörte dem Deutschen Bundestag von 1972 bis 1981 sowie von 1983 bis 2002 an. Von 1982 bis 1998 war Blüm Bundesminister für Arbeit und Sozialordnung.

## Leben

### Ausbildung und Beruf
In seiner Jugend war Blüm Messdiener und Sankt-Georgs-Pfadfinder. Nach dem Abschluss der Volksschule 1949 absolvierte er bis 1952 eine Ausbildung zum Werkzeugmacher bei der Adam Opel AG in Rüsselsheim und war in diesem Beruf bis 1957 tätig. In diesen Jahren war er im Werk auch als Jugendvertreter aktiv. Norbert Blüm war ab 1950 Mitglied der Gewerkschaft IG Metall.
Von 1957 an besuchte er über den zweiten Bildungsweg das Abendgymnasium des Ketteler-Kollegs Mainz und bestand 1961 das Abitur. In dieser Zeit war er 1. Stammesvorsitzender der Deutschen Pfadfinderschaft Sankt Georg in Rüsselsheim.
Von 1961 bis 1967 studierte er an der Rheinischen Friedrich-Wilhelms-Universität Bonn die Fächer Philosophie, Germanistik, Geschichte und Theologie, letzteres unter anderem bei Joseph Ratzinger. Dabei wurde er sowohl von der Stiftung Mitbestimmung (Vorläuferin der Hans-Böckler-Stiftung) als auch der Volkswagenstiftung gefördert. 1967 wurde er zum Dr. phil. mit einer Arbeit über die Willenslehre und Soziallehre von Ferdinand Tönnies. Ein Beitrag zum Verständnis v. ‚Gemeinschaft und Gesellschaft‘ promoviert.
Von 1966 bis 1968 war er Redakteur bei der Monatszeitschrift der Christlich-Demokratischen Arbeitnehmerschaft (CDA) Soziale Ordnung.

### Mitgliedschaft und Ämter in der CDU

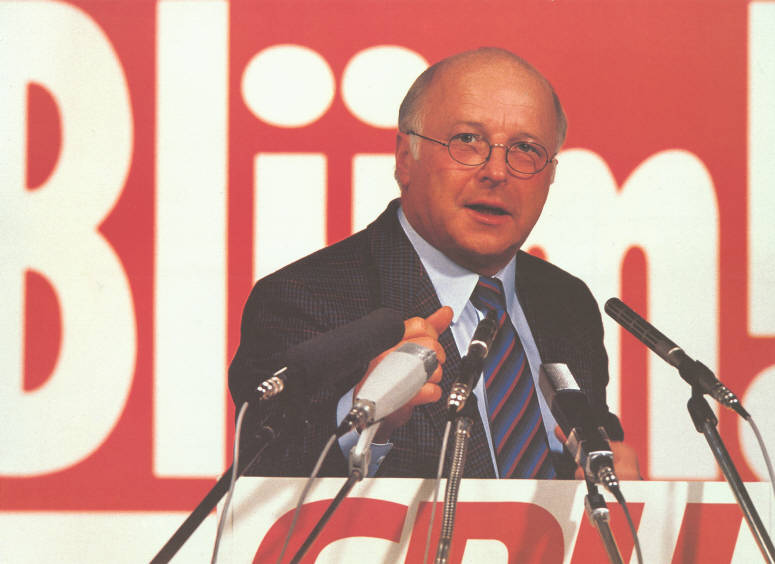
Blüm am Rednerpult vor Mikrofonen im Wahlkampf zur Landtagswahl Nordrhein-Westfalen 1990

Seit 1950 war Blüm Mitglied der CDU. Hier engagierte er sich vor allem in den Sozialausschüssen der CDA, deren Hauptgeschäftsführer er von 1968 bis 1975 und deren Bundesvorsitzender er von 1977 bis 1987 war. Von 1969 bis 2000 saß er im CDU-Bundesvorstand.
Von 1987 bis 1999 war Blüm Landesvorsitzender der CDU Nordrhein-Westfalen.
Als solcher war er 1990 als CDU-Spitzenkandidat Herausforderer des nordrhein-westfälischen Ministerpräsidenten Johannes Rau, konnte sich gegen diesen jedoch nicht durchsetzen.
Von 1981 bis 1990 und erneut von 1992 bis 2000 war Blüm zusätzlich stellvertretender Bundesvorsitzender der Partei.

### Abgeordneter

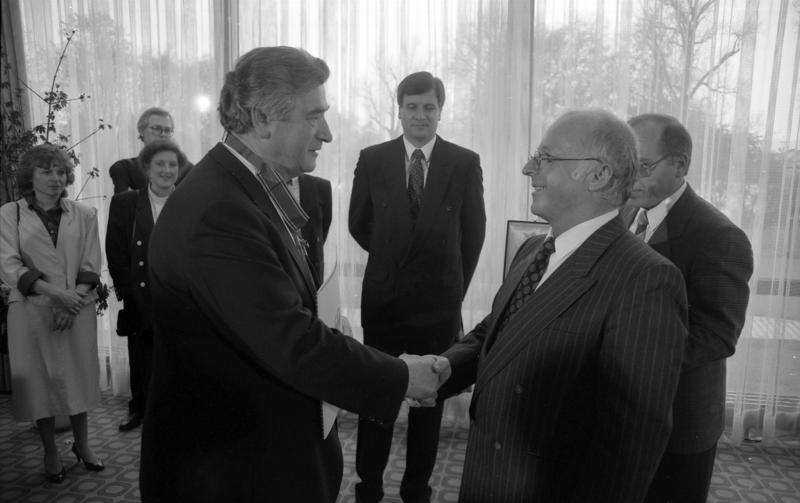
Von links nach rechts: Stefan Höpfinger, Horst Seehofer und Norbert Blüm bei einer Ordensverleihung 1989

Von 1972 bis 1981 sowie von 1983 bis 2002 war Blüm Mitglied des Deutschen Bundestages. Hier war er von 1980 bis 1981 stellvertretender Vorsitzender der CDU/CSU-Bundestagsfraktion. Von 1981 bis 1982 war er Mitglied des Abgeordnetenhauses von Berlin.
Blüm war zuletzt (14. Wahlperiode 1998) über die Landesliste Nordrhein-Westfalen in den Bundestag eingezogen.

### Öffentliche Ämter
Von 1981 bis 1982 war er Senator für Bundesangelegenheiten und Bevollmächtigter des Landes Berlin beim Bund im Senat des Regierenden Bürgermeisters Richard von Weizsäcker.
Am 4. Oktober 1982 wurde er vom neu gewählten Bundeskanzler Helmut Kohl als Bundesminister für Arbeit und Sozialordnung in die Bundesregierung (Kabinett Kohl I) berufen. Er behielt dieses Amt bis zum Ende des Kabinetts Kohl V am 26. Oktober 1998 nach der Bundestagswahl 1998. Er ist damit der einzige Bundesminister, der während der gesamten Kanzlerschaft von Helmut Kohl dem Kabinett angehörte. In seiner Tätigkeit bezog sich Blüm vor allem auf die Christliche Soziallehre. Diese, so Blüm in einer späteren Ausführung, „verteidigt das Privateigentum, aber in sozialer Bindung. Die christliche Soziallehre verbindet also individuelle mit sozialen Rechten und Pflichten.“

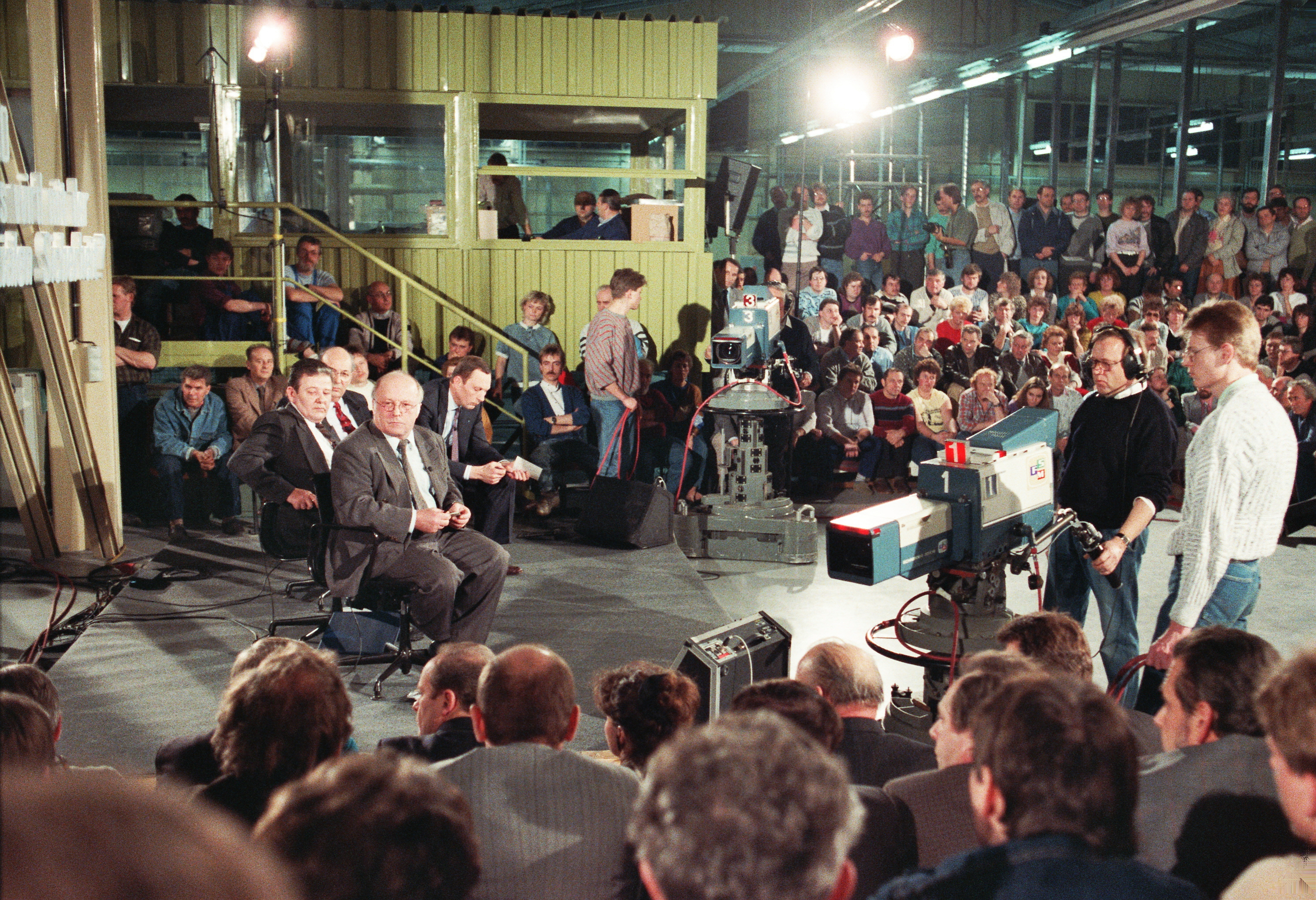
Forum mit Norbert Blüm im Februar 1990 in Teltow

Während seiner Laufbahn als Minister betrieb er u. a. die Einführung der Pflegeversicherung.
Am meisten in Verbindung mit Blüm wird der mittlerweile als geflügeltes Wort bekannte und häufig abgewandelte Spruch „Die Rente ist sicher“ in Erinnerung bleiben. Es handelte sich hierbei um eine Werbekampagne der Bundesregierung aus dem Jahre 1986, bei der Blüm mit Pinsel und Kleber vor Wahlplakaten auf einer Litfaßsäule posiert. Der eigentliche Werbespruch jedoch lautete: „Denn eins ist sicher: Die Rente“.
Im Sommer 1987 reiste Blüm nach Chile, um die Colonia Dignidad zu besuchen und Vorwürfe erheblicher Menschenrechtsverletzungen zu verifizieren, wurde jedoch nicht eingelassen. Er setzte sich in Chile für verfolgte Regimegegner ein und kritisierte deutlich, auch bei einem persönlichen Treffen mit General Pinochet, ihn und seine Militärdiktatur. Er erhielt von Pinochet das Angebot, 14 Todeskandidaten durch Asylgewährung in Deutschland zu retten. Das Engagement Blüms für die Menschenrechte in Chile brachte Presseberichten zufolge die Regierungskoalition bzw. die Schwesterparteien CDU/CSU an den Rand der Spaltung. Der CSU-Vorsitzende Franz Josef Strauß verteidigte seinerzeit das Pinochet-Regime und Bundesinnenminister Friedrich Zimmermann lehnte die Aufnahme der 14 Mitglieder der revolutionär-linken Bewegung MIR in der Bundesrepublik ab.
Kabinettszugehörigkeiten
| - Senat Weizsäcker - Kabinett Kohl III | - Kabinett Kohl I - Kabinett Kohl IV | - Kabinett Kohl II - Kabinett Kohl V |

### Nach der politischen Karriere
Nach 1998 fand Blüm seine Ansichten in der CDU nur noch in geringem Maß vertreten; schon zuvor wurde er teils als „Herz-Jesu-Marxist“ belächelt. Unter anderem kritisierte er Pläne zur Einführung einer Kopfpauschale in der gesetzlichen Krankenversicherung und vertrat die Ansicht, dass die CDU einen Kurswechsel vollziehe, bei dem das Soziale fehle. Auf dem Leipziger Parteitag der CDU von 2003 wurde er wegen seiner Kritik am Kurs von einigen Parteimitgliedern ausgepfiffen und die veränderte Linie in der Gesundheitspolitik zur Kopfpauschale mit deutlicher Mehrheit bestätigt. Unterstützung erhielt er später hingegen unter anderem aus den Reihen der Christlich-Demokratischen Arbeitnehmerschaft. Das früher gute Verhältnis zu Helmut Kohl ging zu Bruch, als sich Blüm in der CDU-Spendenaffäre von Kohl distanzierte, was Kohl ihm nicht verzieh. Er kritisierte die Agenda 2010 („Hartz ist Pfusch“) und sah den sozialen Frieden in Gefahr.

### Privates

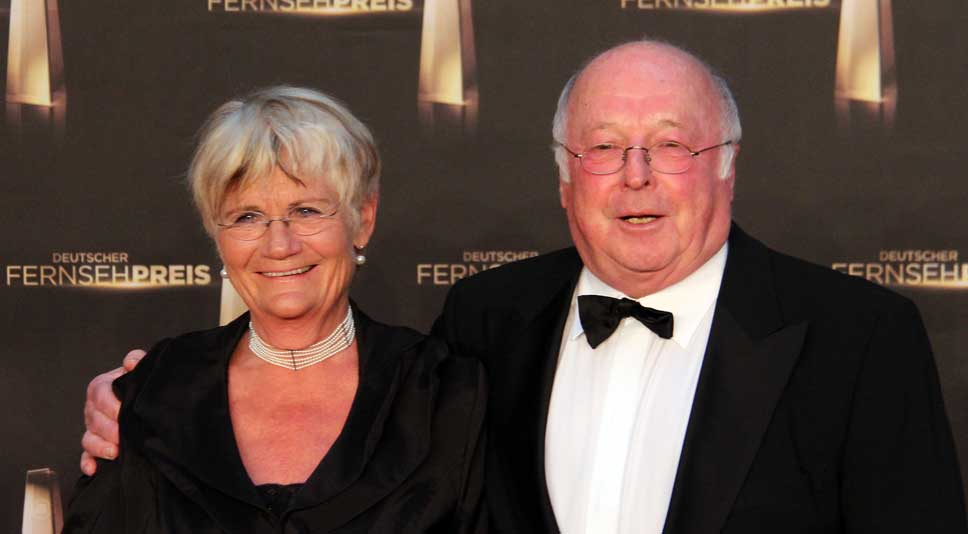
Norbert Blüm und Ehefrau Marita beim Deutschen Fernsehpreis 2012

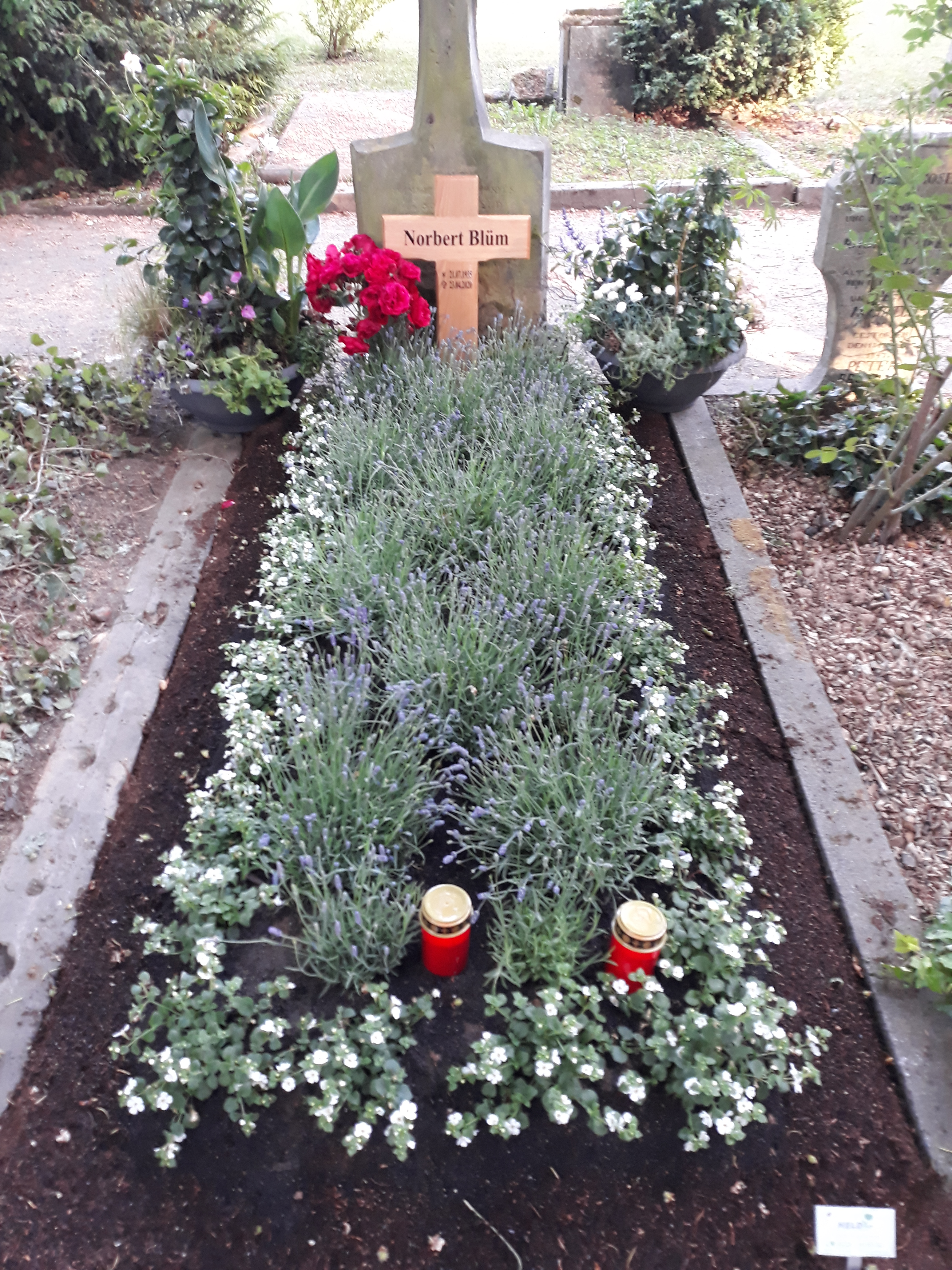
Das Grab von Norbert Blüm auf dem Alten Friedhof Bonn.

Blüm lebte in Bonn und war ab 1964 mit Marita Blüm verheiratet, die er während des Studiums kennengelernt hatte. Das Ehepaar hat drei Kinder: Christian (* 1965), seit 1994 Schlagzeuger der Kölschrock-Band Brings, und zwei Töchter. Im März 2020 berichtete Blüm in einem Gastbeitrag in der Zeit, dass er im Jahr zuvor nach einer Sepsis ins Koma gefallen war und seither von der Schulter abwärts gelähmt sei. Blüm starb im Alter von 84 Jahren am 23. April 2020 in Bonn; am 5. Mai 2020 wurde er auf dem dortigen Alten Friedhof beigesetzt.
Als sein Lebensmotto sagte Norbert Blüm stets: „Tue recht und scheue niemand.“

## Wirken

### Sonstiges Engagement
Blüm und Heiner Geißler besuchten im Jahr 1999 die Nuba-Berge als Teil einer Friedensinitiative für den Sudan. Blüm besuchte nach dem Zweiten Golfkrieg mehrmals den Irak. Seit 2002 setzte er sich verstärkt für die Palästinenser im Nahostkonflikt ein und unternahm aus diesem Grund mehrere Reisen, zusammen mit Cap-Anamur-Gründer Rupert Neudeck, in die Palästinensischen Autonomiegebiete. Anlässlich seiner Kritik an Israels Politik im Palästinenser-Konflikt sowie am Vorgehen im Gaza-Krieg 2009 wurde Blüm der Vorwurf des Antisemitismus sowie der Täter-Opfer-Umkehr gemacht, wogegen er sich strikt verwahrte.
Blüm war Mitglied im Kuratorium der Jungen Presse Nordrhein-Westfalen und der Hilfsorganisation Grünhelme sowie des Kuratoriums der ÖDP-nahen Stiftung für Ökologie und Demokratie. Blüm war Vorsitzender des Vereins Xertifix, der sich gegen Kinderarbeit in der Natursteinbranche engagiert und mit dem gleichnamigen Label Natursteine aus Indien auszeichnet, die nachweislich ohne Kinder- und Sklavenarbeit produziert wurden. Von 1999 bis 2001 war er zudem Vorstandsvorsitzender des Deutschen Komitees Katastrophenvorsorge e. V. (DKKV). Weiterhin engagierte sich Blüm als ehrenamtlicher Botschafter der Stiftung Kinderhospiz Mitteldeutschland Nordhausen e. V. in Tambach-Dietharz. Blüm war langjähriger Unterstützer der Kindernothilfe. Dort fungierte er als Botschafter und Vorsitzender des Stiftungsrates der Kindernothilfe-Stiftung. Seinen Enkelkindern schenkte Blüm traditionell zur Einschulung eine Patenschaft des Hilfswerks für ein gleichaltriges Kind in einem armen Land. Er war 2. Vorsitzender des Vereins Gesicht Zeigen!! Für ein weltoffenes Deutschland e. V. sowie seit 2017 Jubiläumsbotschafter der von Bodelschwingh’schen Stiftungen Bethel.
Im Sommersemester 2010 übernahm er die Hemmerle-Professur am Lehrstuhl für Systematische Theologie der RWTH Aachen und hielt zwei Vorlesungen und ein Seminar.
In seiner Vorlesung am 21. Juli 2010 – seinem 75. Geburtstag – dozierte er über eine „große Idee im Tiefschlaf: die Christliche Soziallehre“.
Im März 2012 veröffentlichte Blüm eine Streitschrift Über die Enteignung der Kindheit und die Verstaatlichung der Familie, in der er beklagte, dass sich „das allseits geforderte umfassende staatliche Betreuungsangebot […] hinterrücks als Waffe gegen das Recht auf Erziehung, das das Grundgesetz zuvörderst den Eltern sichert“, entpuppt.
Im Januar 2014 griff Blüm in einem Artikel die Gleichstellung homosexueller verpartnerter Paare sowie die seit 2001 vorherrschende ständige Rechtsprechung des Bundesverfassungsgerichtes in einem Artikel für die Frankfurter Allgemeine Sonntagszeitung (F.A.S.) an.
Er kritisierte darin, dass das Bundesverfassungsgericht dem Artikel 6 zu wenig Gewichtung zumesse und eine Gleichheit herbeiführen wolle, die er als rhetorischen Trick bezeichnete, und bezweifelte indirekt die starke Gewichtung des Artikels 3 seit der Einführung des Lebenspartnerschaftsgesetzes, das er in einem Vergleich aus dem Straßenverkehr als unfallträchtiger ansah. Des Weiteren kritisierte er die Entscheidung zum Ehegattensplitting als Bruch in der langjährigen Rechtsprechung des Gerichtes.
Als im Frühjahr 2016 während der damaligen Flüchtlingskrise ca. 40.000 Menschen wegen der Grenzschließungen in Nordgriechenland unter widrigen Bedingungen festsaßen, verurteilte er die miserablen Zustände in den Flüchtlingscamps scharf und bezeichnete sie als „Anschlag auf die Menschlichkeit“ und als „Kulturschande“. Im besonders betroffenen Idomeni verbrachte er aus Solidarität eine Nacht in einem Zelt im dortigen Flüchtlingslager, das zu dem Zeitpunkt mit 12.000 Flüchtlingen belegt war.
Im Juni 2016 sprach sich Blüm in einem Zeitungsartikel aus Anlass der eidgenössischen Volksabstimmung in der Schweiz zur Initiative Grundeinkommen gegen ein bedingungsloses Grundeinkommen aus. Im Artikel nannte er die Idee einen „Fluchtversuch aus sozialstaatlicher Verantwortung ins allgemeine Geldgeschäft“, ungerecht und einen „Rohrkrepierer“.
Er engagierte sich mehrfach für seine Alma Mater, die Rheinische Friedrich-Wilhelms-Universität Bonn, auch im Rahmen der Feierlichkeiten zum 200. Jubiläum. Blüm leitete 2003 gemeinsam mit dem Bonner Philosophen und Wissenschaftskoordinator Martin Booms das Kolloquium „Philosophie und Politik“, das sowohl für Studierende als auch für die Öffentlichkeit zugänglich war. 2013 hielt er die Festrede beim Universitätsfest mit dem Titel „Auf Vertrauen kommt es an“. In einer Produktion des WDR sprach er 2018 über seine Verwurzelung mit der Uni Bonn, an der er seine Frau in einer Vorlesung von Joseph Ratzinger kennenlernte, und betitelte die Universität als einen „Ort der Liebe“. Zudem sprach er den Text zu Prokofjews Peter und der Wolf bei der Kinderkonzertreihe des Uniorchesters Bonn – Camerata musicale.
2018 war er Gründungsmitglied der Bürgerbewegung Finanzwende.

### Trivia
Blüm wurde mehrfach in der satirischen Fernsehsendung Rudis Tagesshow aufs Korn genommen. Rudi Carrell stand stets in einer Kulisse, an deren „Haustür“ er klingelte, um dann amüsante Gespräche mit der Frau oder der Tochter von Blüm zu führen. In der letzten Ausgabe der Sendung hatte Blüm die Gelegenheit, Revanche zu nehmen. Er war persönlich anwesend und übergoss Carrell von hinten – scheinbar unbemerkt – mit einem Eimer Wasser.
Blüm trat zeitweilig bei Werbespots und Sendungen der volkstümlichen Unterhaltung (z. B. Die Krone der Volksmusik) im Fernsehen auf. Von 2000 bis 2005 war er im Rateteam bei Was bin ich? auf Kabel Eins. Außerdem schrieb er Kinderbücher (z. B. Die Glücksmargerite). Zusammen mit dem Schauspieler Peter Sodann ging Blüm im Herbst 2007 auf Tournee durch kleinere Hallen. Gespielt wurde ein eigenes Kabarettprogramm mit dem Titel Ost-West-Vis-à-Vis.
An der Fassade des Knochenhaueramtshauses in Hildesheim befindet sich an einer Knagge eine in Holz geschnitzte Porträtmaske Blüms, der zur Zeit des Wiederaufbaus des Gebäudes (1987 bis 1989) Bundesarbeitsminister war.

## Veröffentlichungen (Auswahl)
- Unverblümtes von Norbert Blüm. Lübbe, Bergisch Gladbach 1985, ISBN 3-404-10580-X
- Dann will ich’s mal probieren. Geschichten vom Weinen und Lachen. Lübbe, Bergisch Gladbach 1993, ISBN 3-404-12013-2.
- Die Glücksmargerite. Geschichten zum Vorlesen. Bertelsmann, München 1997, ISBN 3-570-12239-5.
- Peter Frieß, Andreas Fickers (Hrsg.): Norbert Blüm und Konrad Seitz sprechen über den Industriestandort Deutschland und über individuelle Arbeitszeiten in der Zukunft (= TechnikDialog, Heft 5), Deutsches Museum, Bonn 1995, OCLC 312759899 (die ISBN 3-924183-94-5 wurde zweimal verwendet).
- Das Sommerloch. Links und rechts der Politik. Kiepenheuer und Witsch, Köln 2001, ISBN 3-462-02988-6
- Unverzagt & unverblümt. Menschliches und Allzumenschliches. Herder, Freiburg im Breisgau 2002, ISBN 3-451-27996-7
- Ernst Frangel, Kurzgeschichte in der Anthologie Freundschaften von Marie-Luise Marjan (Hrsg.), Hoffmann und Campe, Hamburg 2004, ISBN 3-455-05141-3.
- Aus heiterem Himmel. Wie das Leben so spielt. Herder, Freiburg im Breisgau 2006, ISBN 3-451-29276-9
- Gerechtigkeit. Eine Kritik des Homo oeconomicus. Herder, Freiburg im Breisgau 2006, ISBN 3-451-05789-1
- Ehrliche Arbeit. Ein Angriff auf den Finanzkapitalismus und seine Raffgier. Gütersloher Verlagshaus, Gütersloh 2011, ISBN 978-3-579-06746-9
- mit Peter Henkel: Streit über Gott. Ein Gespräch unter Gegnern. Herder, Freiburg im Breisgau 2012, ISBN 978-3-451-30590-0
- Einspruch! Wider die Willkür an deutschen Gerichten. Westend, Frankfurt am Main 2014, ISBN 978-3-86489-066-6 (Besprechung durch Thomas Fischer)
- Es wird ernst, CDU! Artikel (FASZ 19. November 2017) zum Thema 'Familiennachzug' von Flüchtlingen
- Verändert die Welt, aber zerstört sie nicht. Einsichten eines linken Konservativen. Herder, Freiburg im Breisgau 2017, ISBN 978-3-451-37920-8
- Willenslehre und Soziallehre bei Ferdinand Tönnies. Ein Beitrag zum Verständnis von „Gemeinschaft und Gesellschaft“, hrsg. und mit einem Nachwort versehen von Arno Bammé, München, Wien 2018 (zuerst 1967).
- Was bedeutet mein Unglück? Gastbeitrag (DIE ZEIT Nr. 12/2020, 12. März 2020) über sein Leben im Rollstuhl.

## Ehrungen und Auszeichnungen

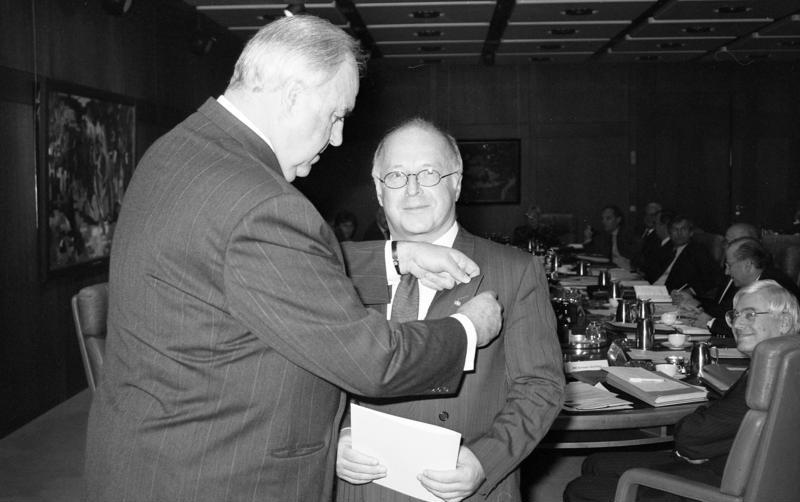
Bundeskanzler Kohl überreicht das Große Verdienstkreuz des Verdienstordens der Bundesrepublik Deutschland an Blüm (1990)

- 1983: Bundesverdienstkreuz Katholischer Männer
- 1984: Goldene Ehrennadel des Bundesverbandes Metall
- 1984: Pfeifenraucher des Jahres
- 1985: Orden wider den tierischen Ernst
- 1986: Karl-Valentin-Orden
- 1987: Thomas-Morus-Medaille
- 1988: Pro-Log-Preis des Verbands Deutscher Zeitschriftenverleger[42]
- 1989: Heinrich-Brauns-Preis, Aachener Zeitungs-Ente
- 1990: Großes Verdienstkreuz des Verdienstordens der Bundesrepublik Deutschland
- 1995: „Närrisches Steckenpferd“ der Prinzengarde Krefeld
- 1996: Großes Verdienstkreuz mit Stern und Schulterband des Verdienstorden der Bundesrepublik Deutschland
- 2000: Münchhausen-Preis[43]
- 2001: Leipziger Menschenrechtspreis[44]
- 2001: Brillenträger des Jahres
- 2003: Georg-Scheu-Plakette der Stadt Alzey
- 2004: Lachender Amtsschimmel des Kreisverbands Bonn/Rhein-Sieg im DBB Beamtenbund und Tarifunion
- 2005: Winfried-Preis der Stadt Fulda, Botschafter des Bieres vom Deutschen Brauer-Bund
- 2005: Großer Leopold-Kunschak-Preis
- 2011: Oswald-von-Nell-Breuning-Preis der Stadt Trier[42][45]
- 2012: Verleihung der St. Georgs Plakette durch den Verband Deutscher Altpfadfindergilden e. V.